# Boerderij in de Provence
Boerderij in de Provence is een olieverfschilderij van de Nederlandse schilder Vincent van Gogh (1853-1890).
Van Gogh vervaardigde het schilderij in september 1888 tijdens zijn verblijf in de Provence.
Het olieverfschilderij werd in 1890 door zijn schoonzus Johanna van Gogh-Bonger verkocht aan Willy Gretor. Na verschillende wisselingen van eigenaar, kwam het kunstwerk na de dood van de Amerikaanse socialite en weldoenster Ailsa Mellon Bruce (1901-1969) in 1970 in de collectie van de National Gallery of Art.
In 1905 was het in Nederland te zien op een tentoonstelling in het Stedelijk Museum Amsterdam. Het schilderij wordt anno 2024 niet tentoongesteld.
"Boerderij in de Provence" is ook de naam van een potlood- en pentekening van juni van dat jaar, die onderdeel is van de collectie van het Rijksmuseum.

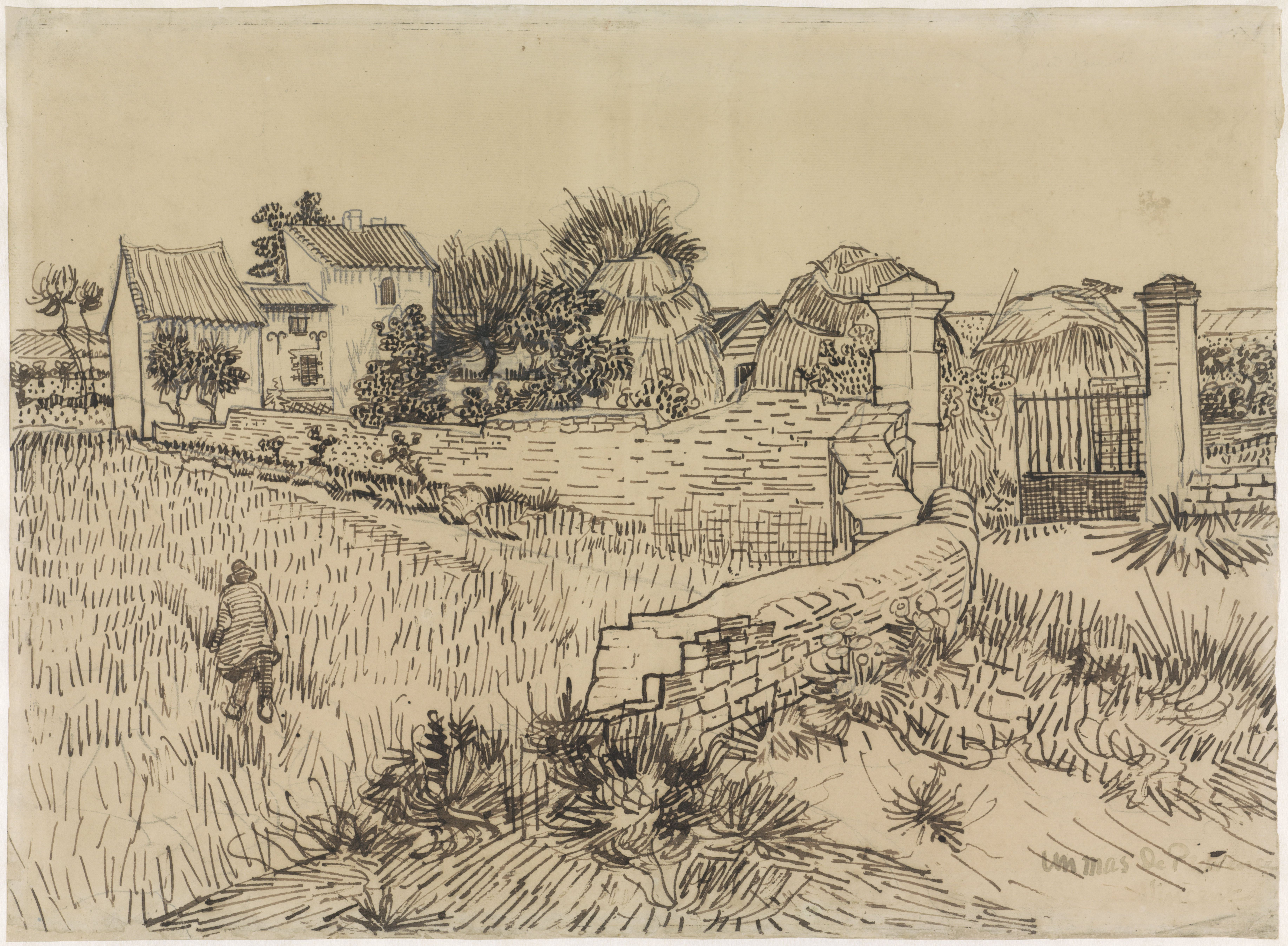
De tekening uit het Rijksmuseum

- Marburg Picture Index: 20400788